# Bulletin du Muséum National d'Histoire Naturelle
Bulletin du Museum National d'Histoire Naturelle, (abreujat Bull. Mus. Natl. Hist. Nat., B, Adansonia), és una revista editada pel Museu Nacional d'Història Natural de França. Es van editar quinze volums en els anys 1981 a 1996 amb el nom de Bulletin du Muséum National d'Histoire Naturelle. Section B, Adansonia: Botanique Phytochemie. Va ser precedida pel Bulletin du Muséum d'Histoire Naturelle i reemplaçada per Adansonia.